# Constancia (Urugwaj)
Constancia – miejscowość w Urugwaju, w departamencie Paysandú.